# Englerastrum
Englerastrum és un gènere d'angiospermes que pertany a la família de les lamiàcies, i que està composta per 20 espècies.

## Taxonomia
| - Englerastrum adenophorum - Englerastrum alstonianum - Englerastrum biflorum - Englerastrum conglomeratum - Englerastrum diffusum - Englerastrum djalonense - Englerastrum elongatum - Englerastrum floribundum - Englerastrum gracillimum - Englerastrum hjalmari | - Englerastrum hutchinsonianum - Englerastrum kassneri - Englerastrum melanocarpum - Englerastrum modestum - Englerastrum nigericum - Englerastrum rhodesianum - Englerastrum scandens - Englerastrum schlechteri - Englerastrum schweinfurthii - Englerastrum tetragonum |